# Guo Xinxin
Guo Xinxin (Shenyang, 2 augustus 1983) is een Chinese freestyleskiester, gespecialiseerd op het onderdeel aerials. Ze vertegenwoordigde haar vaderland op drie achtereenvolgende Olympische Winterspelen; Salt Lake City 2002 en Turijn 2006 en Vancouver 2010.

## Carrière
Guo maakte haar wereldbekerdebuut in december 1999 in Whistler, met een negentiende plaats scoorde ze direct haar eerste wereldbekerpunten. Dertien maanden later behaalde ze in Sunday River haar eerste toptienklassering. Tijdens de Olympische Winterspelen van 2002 in Salt Lake City eindigde de Chinese op de negentiende plaats. Op de wereldkampioenschappen freestyleskiën 2003 in Deer Valley eindigde Guo als vijfde op het onderdeel aerials.
In februari 2005 boekte de Chinese in Shenyang haar eerste wereldbekerzege, in het eindklassement van het wereldbekerseizoen 2004/2005 belegde ze de derde plaats. In Ruka nam Guo deel aan de wereldkampioenschappen freestyleskiën 2005, op dit toernooi veroverde ze de bronzen medaille. Tijdens de Olympische Winterspelen van 2006 in Turijn eindigde de Chinese als zesde op het onderdeel aerials. Op de wereldkampioenschappen freestyleskiën 2007 in Madonna di Campiglio eindigde Guo op de achtste plaats.
In Inawashiro nam de Chinese deel aan de wereldkampioenschappen freestyleskiën 2009, op dit toernooi eindigde ze op de tiende plaats. Tijdens de Olympische Winterspelen van 2010 in Vancouver sleepte Guo de bronzen medaille in de wacht op het onderdeel aerials. In het eindklassement van het wereldbekerseizoen 2009/2010 belegde de Chinese de tweede plaats.

## Resultaten

### Olympische Spelen
| Jaar | Plaats         | Resultaten  |
| ---- | -------------- | ----------- |
| 2002 | Salt Lake City | 19e Aerials |
| 2006 | Turijn         | 6e Aerials  |
| 2010 | Vancouver      | Aerials     |

### Wereldkampioenschappen
| Jaar | Plaats               | Resultaten  |
| ---- | -------------------- | ----------- |
| 2003 | Deer Valley          | 5e Aerials  |
| 2005 | Ruka                 | Aerials     |
| 2007 | Madonna di Campiglio | 8e Aerials  |
| 2009 | Inawashiro           | 10e Aerials |

### Wereldbeker

#### Eindklasseringen
| Seizoen   | Plaats | AE     |
| --------- | ------ | ------ |
| 1999/2000 | 48e    | 22e    |
| 2000/2001 | 33e    | 16e    |
| 2001/2002 | 47e    | 25e    |
| 2002/2003 | 28e    | 13e    |
| 2003/2004 | 41e    | 13e    |
| 2004/2005 | 11e    | Brons  |
| 2005/2006 | 27e    | 7e     |
| 2006/2007 | 9e     | 4e     |
| 2007/2008 | 25e    | 7e     |
| 2008/2009 | 24e    | 10e    |
| 2009/2010 | 4e     | Zilver |

#### Wereldbekerzeges
| Datum            | Plaats      | Onderdeel |
| ---------------- | ----------- | --------- |
| 5 februari 2005  | Shenyang    | Aerials   |
| 14 januari 2006  | Deer Valley | Aerials   |
| 19 december 2009 | Changchun   | Aerials   |